# Gap year
Gap year (ang. gap – przerwa, dziura oraz ang. year – rok) – termin, który odnosi się do okresu (niekoniecznie roku) pomiędzy etapami życia. Najbardziej popularny jest gap year w trakcie studiów, przed ich podjęciem lub po ich skończeniu, podczas zmiany pracy, przed lub po ślubie, przed dziećmi lub po ich wychowaniu. Czas ten jest wykorzystywany na zdobycie doświadczenia w nowym, odmiennym środowisku i kulturze, jako nauka samodzielności czy też realizacja marzenia o „podróży życia”. Gap year jest często realizowany jako podróż dookoła świata z biletem typu RTW (Round The World - pełna rezerwacja podróży na wszystkich etapach). W Unii Europejskiej istnieje możliwość częściowego sfinansowania takiego wyjazdu w ramach programu Erasmus+. Inna jego forma to praca jako wolontariusz za granicą lub udział w programie praktyk i staży zagranicznych.
Gap year wywodzi się z Europy Zachodniej i tam również zdobył popularność. Szczególnie znany jest w kulturze anglosaskiej. Przyczynił się do powstania gałęzi przemysłu turystycznego oferującego przewodniki dla gap year, zorganizowane wyjazdy. Gap year jest często uważany za kontynuację idei Grand Tour (niezbędnego elementu wykształcenia młodego arystokraty) opartej na zaufaniu w poznawcze wartości podróży.
Gap yearowcy są też zwykle backpackerami. Podróżują tanio z plecakami, korzystając najczęściej z lokalnych środków transportu, zwykle śpią w hostelach (w schroniskach młodzieżowych) lub na campingach, jedzą w lokalnych barach lub gotują samodzielnie. Backpacker podróżuje samodzielnie, tzn. nie korzysta z ofert wycieczek turystycznych. Dla backpackera jest zwykle bardzo ważne poznanie i doświadczenie prawdziwego życia lokalnej ludności.